# Databricks
Databricks — американська компанія з корпоративного програмного забезпечення, заснована творцями Apache Spark. Databricks розробляє веб-платформу для роботи зі Spark, яка забезпечує автоматизоване керування кластерами та блокноти в стилі IPython.

## Історія
Databricks виріс з проекту AMPLab в Каліфорнійському університеті в Берклі, який був залучений до створення Apache Spark, фреймворка розподілених обчислень з відкритим кодом, побудованого на основі Scala. Компанію заснували Алі Годсі, Енді Конвінскі, Арсалан Таваколі-Шираджі, Іон Стоіка, Матей Захарія, Патрік Венделл і Рейнольд Сін.
У листопаді 2017 року компанія була анонсована як сторонній сервіс Microsoft Azure через інтеграцію Azure Databricks.
Компанія розробляє проект з відкритим кодом Delta Lake, який спрямований на забезпечення надійності озер даних, при використанні у машинному навчанні та задачах поширених у науці про дані.
У червні 2020 року Databricks придбала інструмент з відкритим кодом Redash, який допомогає науковцям і аналітикам даних візуалізувати та створювати інтерактивні інформаційні панелі своїх даних.
У лютому 2021 року Databricks разом з Google Cloud забезпечили інтеграцію з рушієм Google Kubernetes і платформою BigQuery від Google. Fortune оцінив Databricks як одне з найкращих великих «робочих місць для міленіалів» у 2021 році. Тоді ж компанія заявила, що її продукцією користуються понад 5000 організацій.
У серпні 2021 року Databricks завершила свій восьмий раунд фінансування, зібравши 1,6 мільярда доларів і оцінка компанії склала 38 мільярдів доларів.
У жовтні 2021 року Databricks здійснила друге придбання німецької компанії 8080 Labs, яка створила платформу для розробки без використання коду. Інструмент дослідження даних, створений цією компанією, який не вимагає кодування при використанні, — bamboolib.

## Фінансування
У вересні 2013 року Databricks оголосила, що залучила 13,9 мільйона доларів від Andreessen Horowitz, і заявила, що прагне запропонувати альтернативу системі MapReduce від Google. Microsoft була відомим інвестором Databricks у 2019 році, залученим у Series E на невизначену суму. Компанія залучила фінансування в розмірі 1,9 мільярда доларів, включаючи 1 мільярд доларів США Series G віл холдінгу Franklin Templeton та отримала грошову оцінку в 28 мільярдів доларів у лютому 2021 року. Серед інших інвесторів — Amazon Web Services, CapitalG (компанія, що розвивається в рамках Alphabet, Inc.) і Salesforce Ventures.
| Серія | Дата      | Сума (млн дол.) | Провідні інвестори             |
| ----- | --------- | --------------- | ------------------------------ |
| A     | 2013      | 13.9            | Andreessen Horowitz            |
| B     | 2014      | 33              | New Enterprise Associates      |
| C     | 2016      | 60              | New Enterprise Associates      |
| D     | 2017      | 140             | Andreessen Horowitz            |
| E     | Feb. 2019 | 250             | Andreessen Horowitz            |
| F     | Oct. 2019 | 400             | Andreessen Horowitz            |
| G     | Jan. 2021 | 1,000           | Franklin Templeton Investments |
| H     | Aug. 2021 | 1,600           | Morgan Stanley                 |

## Продукти
Databricks розробляє та продає хмарну платформу даних, використовуючи маркетинговий термін «Lakehouse», що є словозлиттям на основі термінів «сховище даних» та «озеро даних». Lakehouse від Databricks базується на фреймворку Apache Spark з відкритим кодом, який дозволяє виконувати аналітичні запити до напівструктурованих даних без використання традиційної схеми бази даних.
Delta Engine від Databricks був запущений у червні 2020 року як новий механізм запитів, який розташовується поверх Delta Lake, щоб підвищити продуктивність запитів. Він сумісний з Apache Spark і MLflow, які також є проектами з відкритим кодом від Databricks.
У листопаді 2020 року компанія Databricks представила Databricks SQL (раніше відома як SQL Analytics) для запуску бізнес-аналітики та звітності на основі озер даних. Аналітики можуть запитувати набори даних безпосередньо за допомогою стандартного SQL або використовувати конектори продуктів для безпосередньої інтеграції з інструментами бізнес-аналітики, такими як Tableau, Qlik, Looker і ThoughtSpot.
Databricks також пропонує платформу для інших задач, зокрема для машинного навчання, зберігання та обробки даних, потокової аналітики та бізнес-аналітики.
Компанія також створила проекти з відкритим кодом Delta Lake, MLflow і Koalas, які охоплюють інженерію даних, науку про дані та машинне навчання. Окрім створення платформи Databricks, компанія спільно організувала масові відкриті онлайн-курси по Spark та конференцію для спільноти Spark під назвою Data + AI Summit, раніше відому як Spark Summit.

## Діяльність
Штаб-квартира Databricks знаходиться в Сан-Франциско. Також компанія працює в Канаді, Великій Британії, Нідерландах, Сінгапурі, Австралії, Німеччині, Франції, Японії, Китаї, Індії та Бразилії.